# Tutunendo
 (décembre 2016).
Tutunendo est une localité de Colombie, située dans le département de Chocó.
La localité, située dans la zone climatique équatoriale, est renommée pour ses précipitations annuelles moyennes records. Elle reçoit près de 11 000 millimètres de précipitation par an[réf. nécessaire], soit vingt fois plus que le cumul annuel moyen d'une ville comme Paris.